# Temple de Baal
|  | No s'ha de confondre amb el Temple de Baal Shamin.. |

El temple de Baal (àrab: معبد بل, maʿbad Bal), també conegut com a Temple de Bel, fou una antiga construcció de pedra en ruïnes situada a Palmira, Síria. El temple, consagrat al déu semita Baal, conformava el centre de la vida religiosa a la ciutat i va ser erigit l'any 32 dC. Fins al dia de la seva destrucció, Aedeen Cremin considerava que eren les ruïnes de Palmira que estaven millor conservades.

## Història
El temple fou construït sobre un pujol estratificat, el que indica que el lloc va ser ocupat per éssers humans des del tercer mil·lenni aC. En temps anteriors als de l'Imperi Romà, la zona estava ocupada per un temple anterior que es coneix com "el primer temple de Baal" i el "temple hel·lenístic". Les parets del tèmenos i dels propileus es van construir entre finals del segle I i principis del segle ii aC. La majoria de les columnes corínties de les columnates interiors encara presenten pedestals amb les estàtues dels benefactors al capdamunt. El temple està alineat amb l'extrem oriental de la Gran Columnata de Palmira.

## Arquitectura

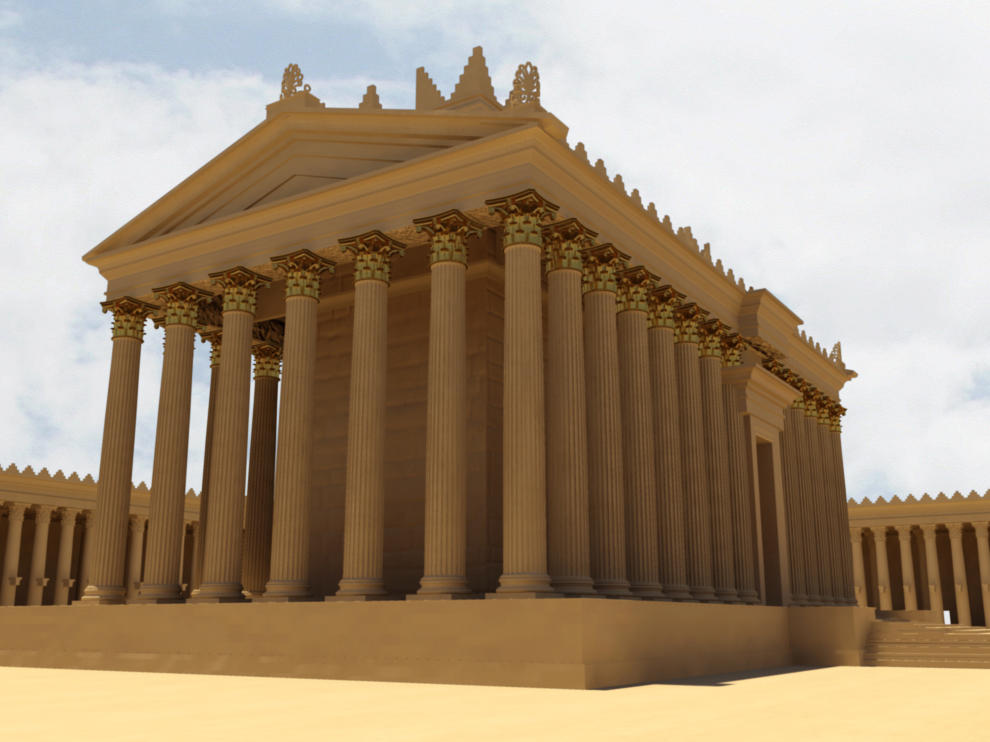
Reconstrucció digital del temple, per Bassel Khartabil dins el New Palmyra project

El temple sintetitzava estils arquitectònics típics d'Antic Orient Pròxim i del Món grecoromà. Es trobava dins d'un enorme complex vorejat per pòrtics, amb forma rectangular i orientat de nord a sud. S'erigia sobre una base pavimentada i estava envoltat per una llarga paret, de 205 metres de longitud, amb un propileu. L'edifici pròpiament dit, o cella, es trobava sobre un podi situat al centre de la base pavimentada. La cella estava envoltada per un pròstil de columnes corínties, interromput per una porta d'entrada amb graons que accedien des del carrer.
La cella fou considerada única fins a principis de segle xxi pel fet de tenir dos santuaris interns, els àditon nord i sud, dedicats a l'adoració de Baal i de les altres deïtats locals. La càmera nord es coneixia per tenir un gravat en baix relleu dels set planetes coneguts pels antics, envoltats pels dotze signes del zodíac i per un gravat que mostrava una processó de camells i de dones amb vels. La cella rebia il·luminació mitjançant dos parells de finestres situades a la part alta de les dues parets. A tres de les cantonades de l'edifici, hi havia escales que conduïen cap a les terrasses.
En el lloc hi havia restes d'un bol, un altar, un menjador i un edifici amb nínxols. A l'escaira nord-oest hi havia una rampa que servia per transportar els animals que serien sacrificats a la zona del temple. Hi havia tres portes monumentals, però l'entrada es feia a través de la porta occidental; això va ser modificat pels àrabs l'any 1132 quan van erigir un bastió i van convertir el temple en una mesquita.

## Destrucció
El matí del 30 d'agost de 2015, Estat Islàmic derruí parcialment el temple mitjançant l'ús d'explosius. La demolició fou documentada per Associated Press, qui cità testimonis visuals. Es documentà que els carreus i les columnes romanien a terra. L'Observatori Sirià per als Drets Humans també fou testimoni dels danys ocasionats. El cap d'antiguitats sirià Maamoun Abdulkarim va afirmar poc després que, malgrat l'explosió dins del perímetre del temple, «l'estructura bàsica seguia dempeus». No obstant això, aquesta postura fou desmentida per unes imatges d'un satèl·lit de les Nacions Unides que confirmaven que s'havia destruït el principal edifici del temple. En ser recuperades les ruïnes definitivament per les tropes síries el 2017 es van poder veure els danys in situ.